# Tanguá
Tanguá è un comune del Brasile nello Stato di Rio de Janeiro, parte della mesoregione Metropolitana di Rio de Janeiro e della microregione di Rio de Janeiro.
Il comune di Tanguá è stato istituito nel 1995 per distacco dal comune di Itaboraí.